# Arthur Brooke
Arthur Brooke (morto no Canal da Mancha, 1563), foi um poeta inglês que escreveu o poema A Trágica História de Romeu e Julieta.